# Meillerie
Meillerie est une commune française qui se situe dans le département de la Haute-Savoie, en région Auvergne-Rhône-Alpes.
Située dans la région historique du Chablais et plus précisément du Chablais savoyard (ou français), au bord du Léman, la commune fait également partie de la communauté de communes Pays d'Évian Vallée d'Abondance.
Dès le XIXe siècle, l'exploitation des carrières de Meillerie permet d'extraire les pierres calcaires qui seront utilisées pour édifier de nombreuses constructions dans les villes côtières lémaniques françaises et suisses dont, notamment, la seconde gare de Genève-Cornavin, construite entre 1929 et 1931, ainsi que l'ensemble architectural du Palais des Nations de Genève, siège de la Société des Nations construit durant la même période.

## Géographie

### Situation
Le territoire de la commune de Meillerie est situé dans le sud-est de la France, au nord du département de la Haute-Savoie, sur la rive sud du Léman, à l’extrême nord du massif du Chablais, dans le quart nord-ouest des Alpes françaises.
À l’échelle nationale, la mairie de Meilerie (chef-lieu) est située :
- à 68 kilomètres au nord d'Annecy, préfecture de la Haute-Savoie, à 162 kilomètres au nord-est de Lyon, préfecture de la région Auvergne-Rhône-Alpes, à 156 kilomètres au nord de Grenoble, à 428 kilomètres, au sud-est de Paris (en ligne droite),

et, au niveau local :
- à 45 kilomètres de la ville suisse de Genève, 10 km d'Évian-les-Bains, et 7 km de Saint-Gingolph, commune située sur la frontière franco-suisse.

### Description
La commune comprend un bourg, de taille modeste et le hameau de Locum, de taille encore plus modeste, situé près de la commune voisine de Saint-Gingolph. Ces deux parties résidentielles de la commune, coincées entre la rive sud du Léman et les pentes septentrionales très abruptes du massif du Chablais sont reliées entre elles par une seule route, qui longe la côte lacustre.
Le petit bourg central de Meillerie, traversé par cette route, est un ancien village de pêcheurs, avec sa batellerie lacustre, mais aussi de carriers officiant dans la montagne. L'église du village et son cimetière surplombent la plus grande partie du bourg avec son port, ainsi que le lac, offrant une vue sur la riviera vaudoise et le vignoble vaudois de Lavaux.

### Hydrographie
La commune est riveraine du lac franco-suisse, le Léman
Son territoire est également sillonné par trois ruisseaux, tous affluents du lac et donc, indirectement du Rhône:
- Le ruisseau de la Corne
- Le ruisseau des Étalins
- Le ruisseau du Locum

### Climat
Le climat est de type montagnard en raison de la présence du massif alpin, mais quelque peu tempéré par la proximité du Léman.
Voici, ci-dessous un tableau de températures présentant un relevé de celles-ci sur cinq années, effectué sur le territoire de la commune de Sciez, située à 30 kilomètres de Meillerie.
| Températures (sous abri, moyennes) |                     |                  |                          |                   |                          |
| Année                              | Température moyenne | T. la plus haute | T. moyenne la plus haute | T. la plus basse  | T. moyenne la plus basse |
| 2014                               | 10,9 °C             | 32,1 °C le 18.07 | 22,6 °C le 10.06         | −4,4 °C le 25.01  | −2,6 °C le 29.12         |
| 2013                               | 10,7 °C             | 33,0 °C le 27.07 | 24,5 °C le 03.08         | −7,8 °C le 26.02  | −3,4 °C le 26.02         |
| 2012                               | 10,4 °C             | 33,3 °C le 27.07 | 25,4 °C le 29.06         | −10,9 °C le 07.02 | −9,0 °C le 07.02         |
| 2011                               | 11 °C               | 33,8 °C le 28.06 | 24,3 °C le 19.08         | −7,2 °C le 23.01  | −3,2 °C le 24.01         |
| 2010                               | 9,9 °C              | 33,5 °C le 09.07 | 25,8 °C le 14.07         | −9,9 °C le 16.02  | −5,0 °C le 04.12         |

Voici un aperçu dans le tableau ci-dessous pour l’année 2017.
| Mois                                   | J   | F   | M   | A   | M   | J   | J   | A   | S   | O   | N   | D   | Année |
| -------------------------------------- | --- | --- | --- | --- | --- | --- | --- | --- | --- | --- | --- | --- | ----- |
| Températures (sous abri, normales) °C  | ... | ... | ... | ... | ... | ... | ... | ... | ... | ... | ... | ... | ...   |
| Précipitations (hauteur moyenne en mm) | ... | ... | ... | ... | ... | ... | ... | ... | ... | ... | ... | ... | ...   |
| Source : Météo France et Météociel     |     |     |     |     |     |     |     |     |     |     |     |     |       |

### Voies de communication

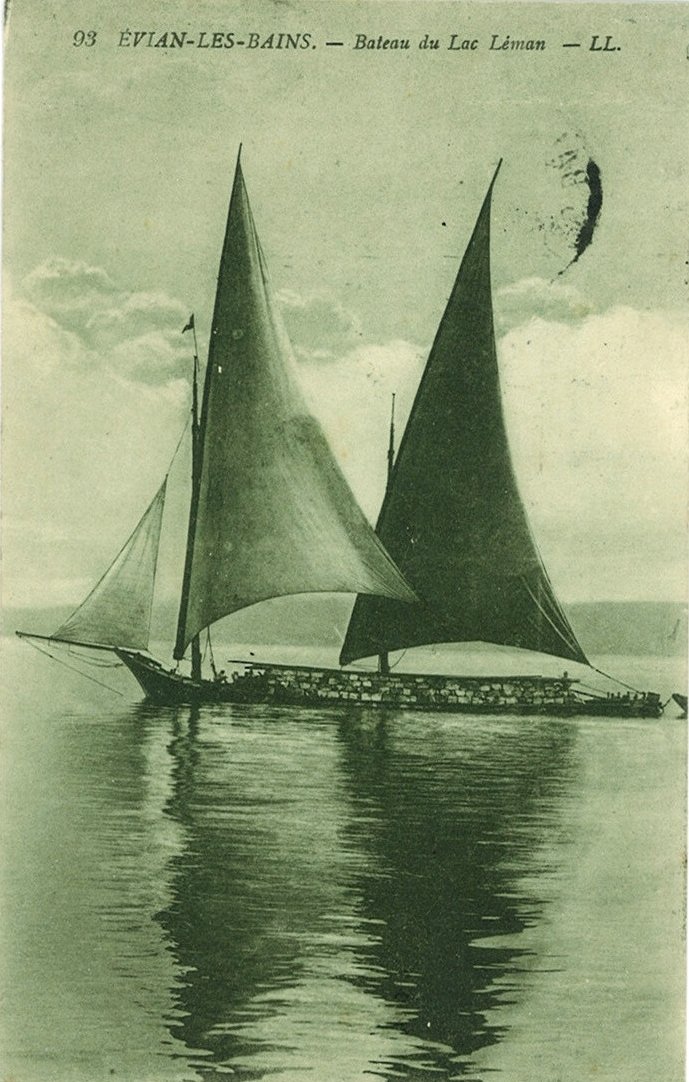
Carte postale d'une barque du Léman vers 1900.

#### Voies routières
- Route départementale 1005, ancienne route impériale 5, puis route nationale 5. Cette « Route Blanche » a relié Paris à Saint-Gingolph par le col de la Faucille et Genève. Elle a été créée par Napoléon Bonaparte dans son profil actuel.

#### Voies ferroviaires
- Ligne du Tonkin, ligne de chemin de fer reliant Évian-les-Bains à Saint-Gingolph. Actuellement fermée, un projet de réouverture est en cours, prévoyant la poursuite des trains régionaux valaisans jusqu'à Évian-les-Bains, avec 15 allers-retours par jour.

#### Voies navigables
- Le Léman était jusqu'au début du XXe siècle la principale voie de transit des pondérables : bois, céréales, chaux et surtout les fameuses pierres de Meillerie que l'on retrouve sur des grands bâtiments de Genève et de Lausanne. Extraites des carrières de la commune, elles étaient chargées sur les barques du Léman. Un service de passagers sur les bateaux de la CGN était assuré, pendant la saison estivale, jusqu'en l'an 2000.

### Transports publics

#### Ligne d'autocar
Une ligne d'autocar traverse le territoire communal, la ligne 131 (Thonon-les-Bains ↔ Saint-Gingolph) qui compte deux arrêts Meillerie - chef-lieu et Mellerie - Locum sur le territoire communal.
Celle-ci est exploitée par la société des autos transports du Chablais et du Faucigny (SAT) et dépend des transports en commun d'Évian-les-Bains (ÉVA'D).

## Galerie

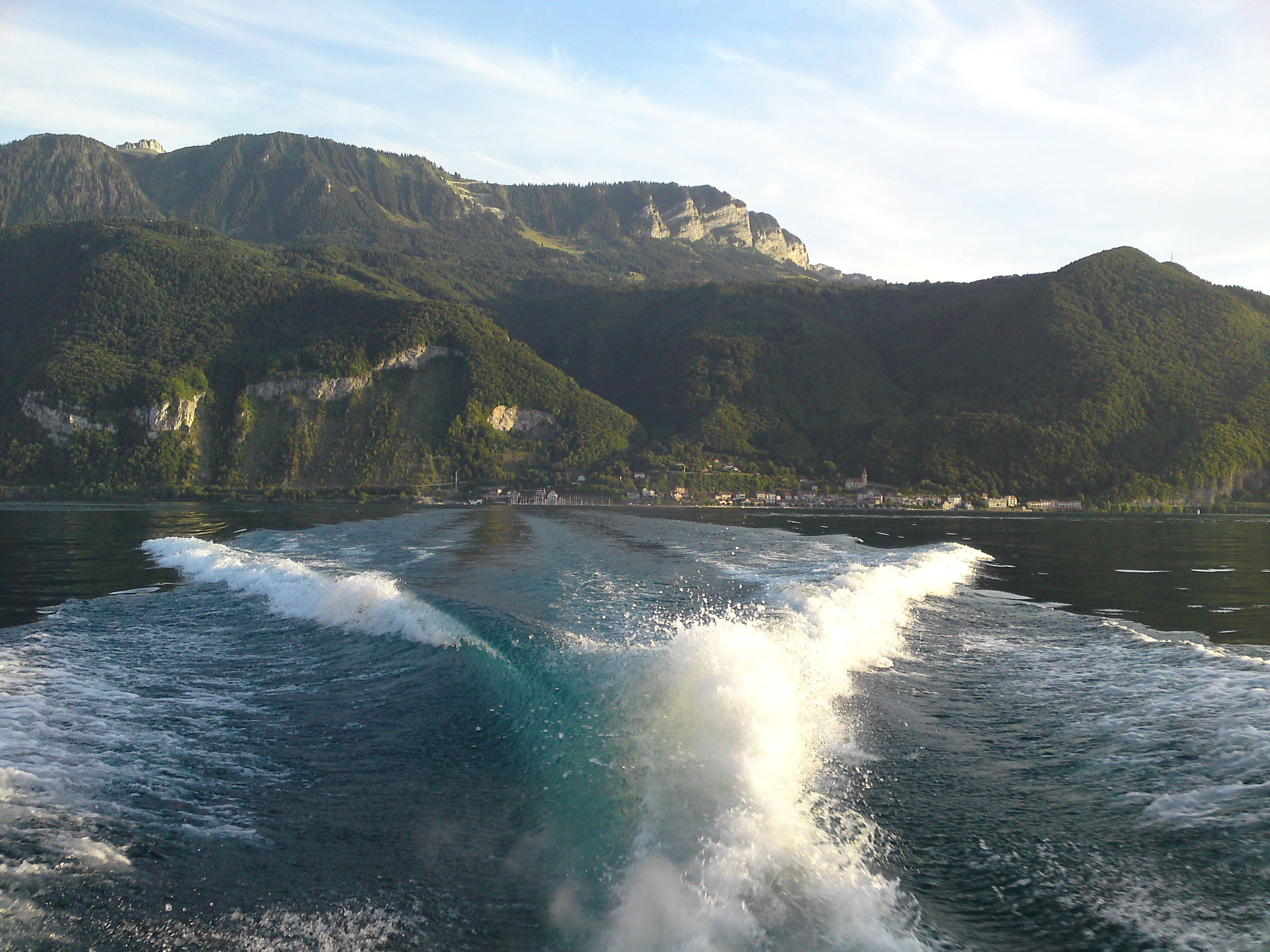
Vue de la commune depuis le Léman.
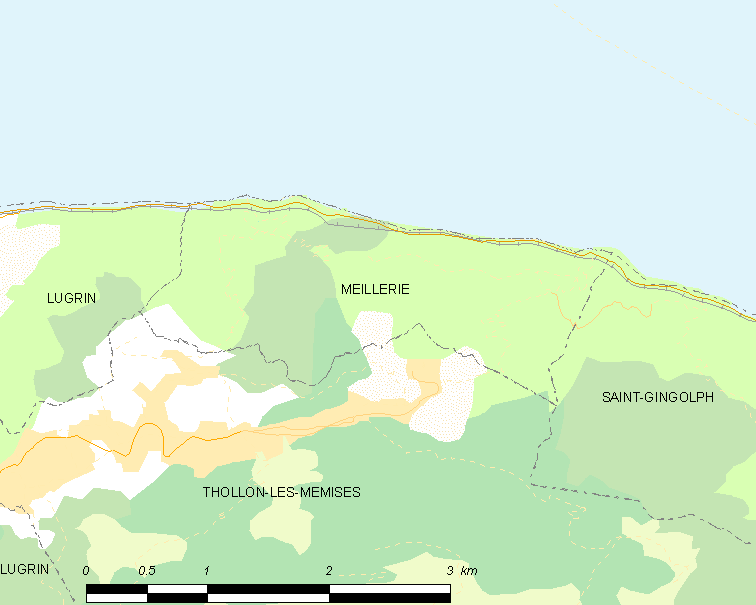
Plan du territoire de Meillerie.
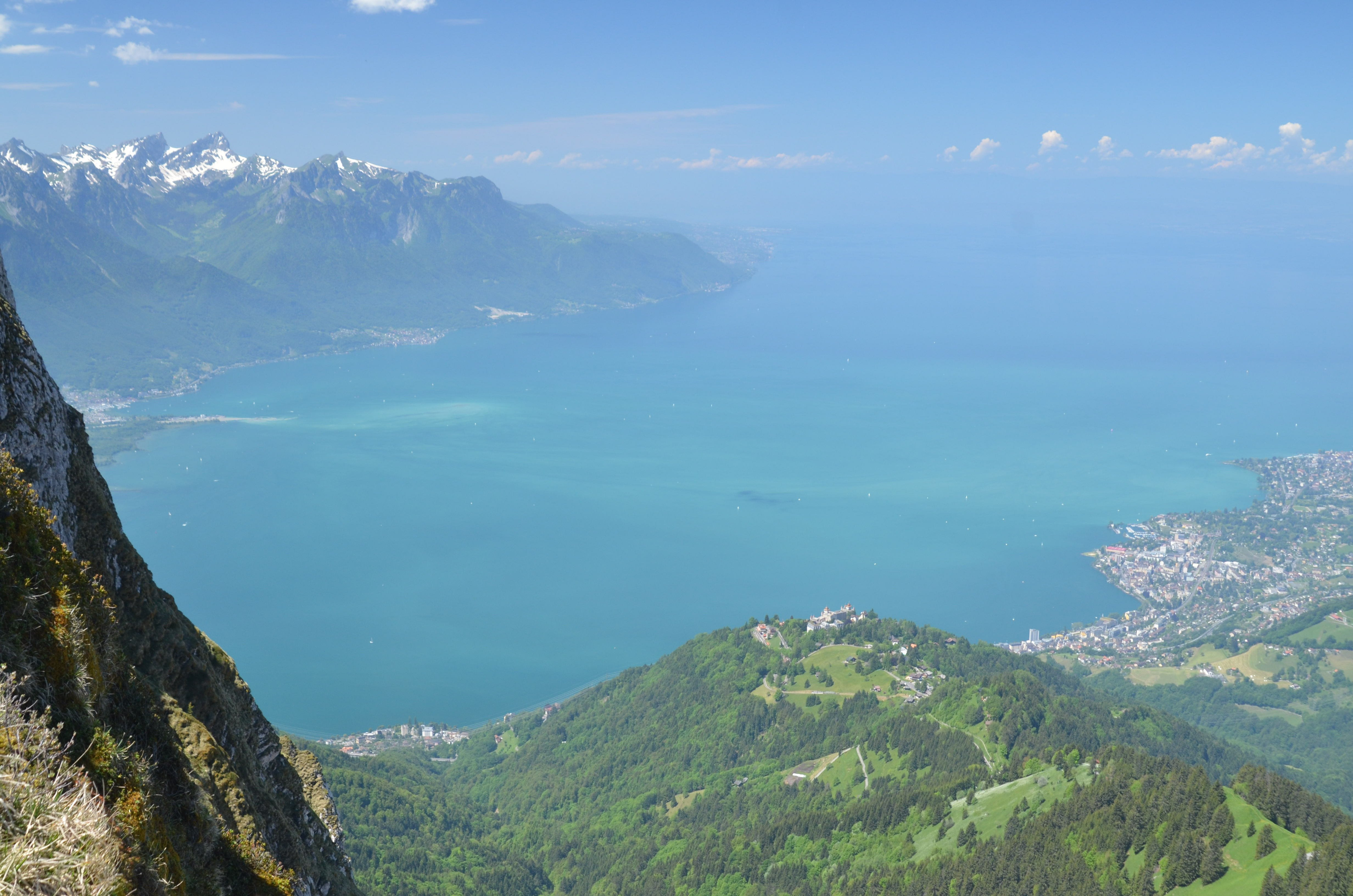
Le Léman depuis les Rochers de Naye. Les carrières de Meillerie sont identifiables sur la rive gauche du lac.

## Urbanisme

### Typologie
Au 1er janvier 2024, Meillerie est catégorisée commune rurale à habitat dispersé, selon la nouvelle grille communale de densité à sept niveaux définie par l'Insee en 2022.
Elle est située hors unité urbaine et hors attraction des villes,.
La commune, bordée par un plan d’eau intérieur d’une superficie supérieure à 1 000 hectares, le Léman, est également une commune littorale au sens de la loi du 3 janvier 1986, dite loi littoral. Des dispositions spécifiques d’urbanisme s’y appliquent dès lors afin de préserver les espaces naturels, les sites, les paysages et l’équilibre écologique du littoral, tel le principe d'inconstructibilité, en dehors des espaces urbanisés, sur la bande littorale des 100 mètres, ou plus si le plan local d’urbanisme le prévoit.

### Occupation des sols
L'occupation des sols de la commune, telle qu'elle ressort de la base de données européenne d’occupation biophysique des sols Corine Land Cover (CLC), est marquée par l'importance des forêts et milieux semi-naturels (92,3 % en 2018), en augmentation par rapport à 1990 (88 %). La répartition détaillée en 2018 est la suivante : 
forêts (92,3 %), zones agricoles hétérogènes (2,5 %), prairies (2,3 %), zones urbanisées (2,2 %), eaux continentales (0,8 %).
L'IGN met par ailleurs à disposition un outil en ligne permettant de comparer l’évolution dans le temps de l’occupation des sols de la commune (ou de territoires à des échelles différentes). Plusieurs époques sont accessibles sous forme de cartes ou photos aériennes : la carte de Cassini (XVIIIe siècle), la carte d'état-major (1820-1866) et la période actuelle (1950 à aujourd'hui).

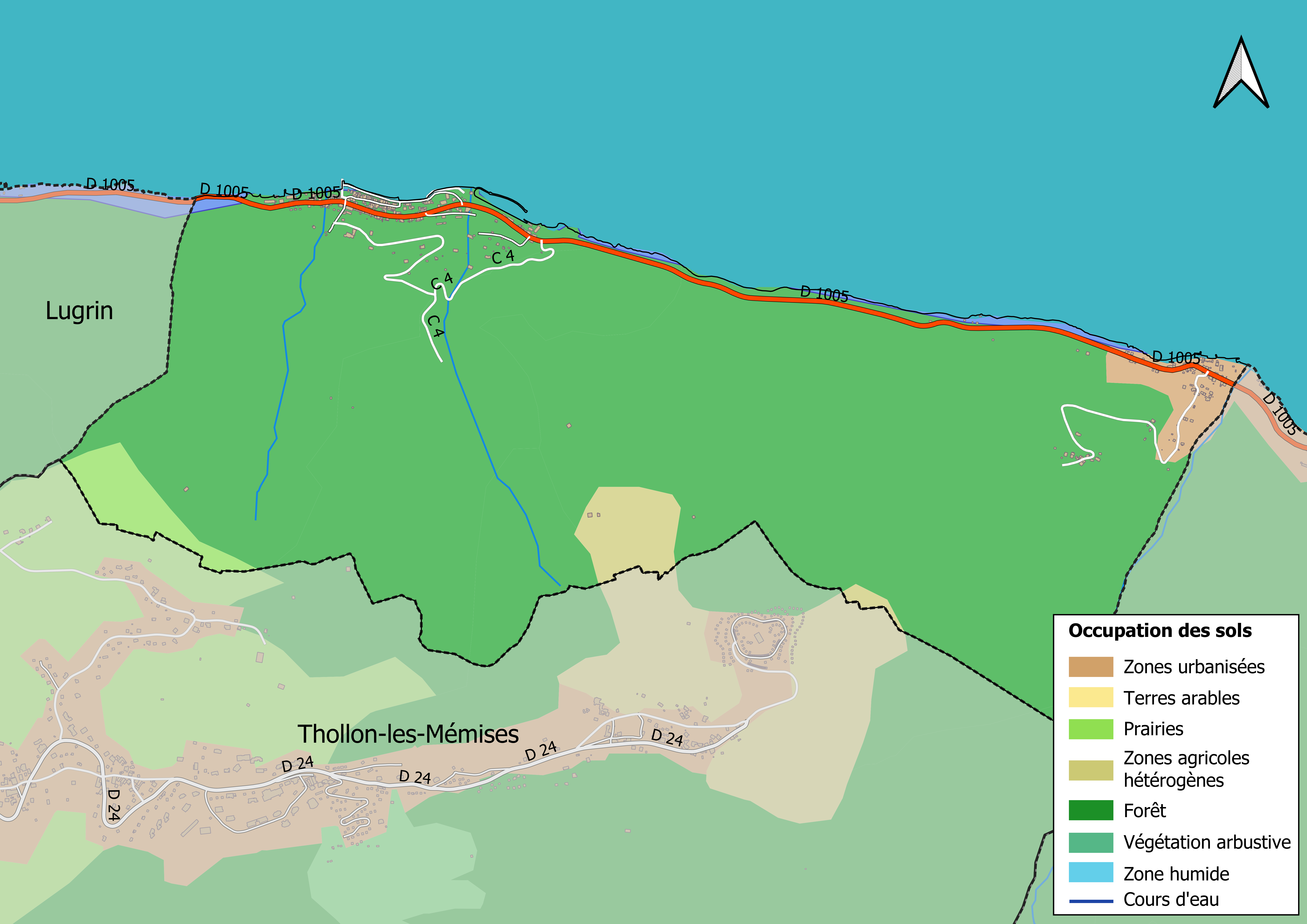
Carte des infrastructures et de l'occupation des sols en 2018 (CLC) de la commune.
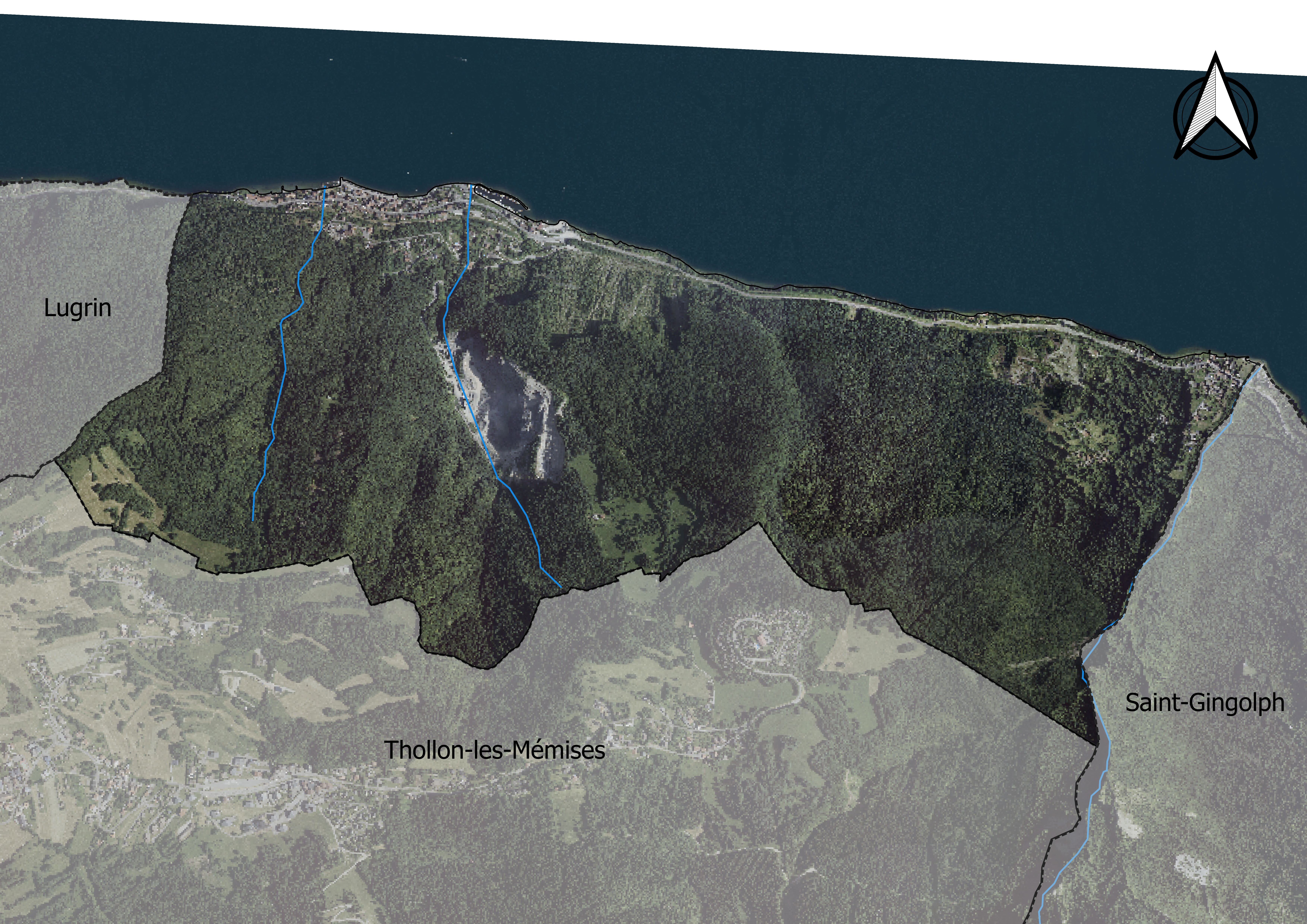
Carte orthophotogrammétrique de la commune.

### Morphologie urbaine
La commune comptait 354 logements en 2014, dont 161 résidences principales (45,5 % du parc), 141 logements secondaires (39,9 % du parc) et 52 logements vacants (14,6% du parc). 38,4 % de ces logements étant des maisons individuelles et 60,2 % des appartements. Cette proportion peut sembler curieuse pour une aussi petite commune mais qui trouve une explication en lien avec son passé industriel.
Selon son site officiel, la commune de Meillerie, de dimension très modeste ne possède ni de plan d'occupation des sols (POS), ni de Plan local d'urbanisme (PLU).

### Hameaux, lieux-dits et écarts
La commune se compose d'un chef-lieu et de deux hameaux : 
- le Locum (prononcer : locome) situé au bord du lac,
- les Plantés en moyenne montagne.

Le territoire présente également de nombreux écarts et lieux-dits, tous inhabités. Ceux-ci présentés, ci-dessous, selon les références toponymiques fournies par le site géoportail de l'Institut géographique national.
| - le Cottelet - Lausenette - Lachaux - le Tronc - la Fauconnière | - les Étalins - les Plagnes - les Reboux - la Pesse Vache (bois) - les grandes feuillases (bois) |

### Risques naturels

#### Risques sismiques
La totalité du territoire de la commune de Meillerie est situé en zone de sismicité n°4, comme l'ensemble des communes savoyardes riveraines du Léman.
| Type de zone | Niveau            | Définitions (bâtiment à risque normal) |
| ------------ | ----------------- | -------------------------------------- |
| Zone 4       | Sismicité moyenne | accélération = 1,6 m/s2                |

## Toponymie
La plus ancienne forme retrouvée date du XIe siècle, Melleria, mais au cours du temps, ce nom a souvent changé. On peut également trouver Malleria ou Milleria.
C'est au XIXe siècle que l'on trouve le plus grand nombre de versions différentes : Melliéré, Meilleré, Meilleré-sous-Thollon, Meilleré-en-Chablais, Milliéré.
D'après l'abbé Gonthier, le nom de Meillerie viendrait d'un mot celte signifiant « rochers ». Ce nom est porté par plusieurs localités et lieux-dits en France et en Suisse : par exemple, La Meilleraie-Tillay en Vendée, et la Tête de Meilleret au-dessus du village des Diablerets dans les Préalpes vaudoises.
En francoprovençal, le nom de la commune s'écrit Mèlèrya (graphie de Conflans) ou Mèlyeria (ORB).

## Histoire

### Moyen Âge et Renaissance
Au Moyen Âge, lorsque Meillerie se trouve sous la prévôté du Grand Saint-Bernard, le village ne compte que deux-cents habitants. La commune est protégée par le prévôt, mais en situation de dépendance et vit essentiellement de l'exploitation du bois produit par la forêt de Meillerie, ainsi que de la pêche et du commerce de la navigation.
C'est en 1166 qu'un premier document sur Meillerie (Maleria) apparaît. Celui-ci fait état du don de Meillerie et de ses territoires appartenant au diocèse de Lausanne, à l'abbé Rodulfus de l'abbaye Saint-Maurice d'Agaune par l'évêque de Lausanne, et ceci pour une livre de poivre chaque année à lui-même ainsi qu'à ses successeurs.
Au XIIe siècle s'installe à Meillerie une communauté de chanoines réguliers de Saint-Augustin. Ces chanoines possédaient déjà une église et un bâtiment conventuel, mais dans la première moitié du XIIIe siècle, des seigneurs locaux, grâce à une dotation, leur permettent de reconstruire l'ensemble des bâtiments (dont une partie est encore visible au prieuré de Meillerie).
Deux des prieurs de Meillerie, Pierre et Martin, deviennent prévôts du Grand Saint-Bernard, et font de ce prieuré leur résidence principale, ainsi que le centre religieux et administratif de la prévôté. Non seulement Meillerie devient un centre politique et religieux important de la région lémanique, mais également le centre d'une vaste seigneurie qui englobe Thollon-les-Mémises, Lugrin, et Maxilly.
Au XVe siècle, les prévôts délaissent peu à peu Meillerie, et les affrontements avec Évian, au sujet du bois de Bret, s'intensifient à tel point que les habitants de Meillerie sont contraints de demander l'aide de ceux de Thollon en 1532. C'est à partir de cette date que Meillerie devient un hameau de Thollon.
Les chanoines réguliers restent à Meillerie jusqu'en 1752, date à laquelle la prévôté est démembrée, et c'est l'Ordre des saints Maurice et Lazare qui reçoit Meillerie et y installe un curé.

### Temps modernes

#### LeXVIIIesiècle
En septembre 1754, l'écrivain Jean-Jacques Rousseau visite le site de Meillerie à l'occasion d'un tour complet du Léman, dont on trouve quelques clés d'explication de son œuvre. « La route qui longe le lac et relie Evian, Meillerie et Saint-Gingolph a été construite sous Napoléon. Au XVIIIe siècle, Meillerie était un village à flanc de falaise qu'on ne pouvait atteindre que par le lac. Il est clair que ce passage par Meillerie inspire directement l'un des plus beaux textes de Jean-Jacques Rousseau dans "La nouvelle Héloïse". »

### Époque contemporaine

#### LesXVIIIeetXIXesiècles
Pendant la Révolution française, une troupe de grenadiers est détachée à Meillerie et logée par la municipalité de Thollon dans le prieuré.
Le XIXe siècle voit le développement des carrières de pierre de Meillerie, qui vont alimenter les rives du Léman et fournir du travail à un grand nombre de personnes.
En 1803, Meillerie est érigé en paroisse portant le nom de Saint-Bernard. Le nombre important de paroissiens oblige la municipalité de Thollon à construire une nouvelle nef dans le prieuré, et à abandonner l'ancienne église paroissiale située au bord du lac.
C'est au XIXe siècle, avec l'essor de l'industrie de sa pierre calcaire de qualité que Meillerie connait son âge d'or.  En un peu moins de cent ans l'évolution démographique est importante : de 1806 à 1904 le nombre d'habitants passe de 406 à 1 084 personnes mais le village est peu adapté à accueillir une concentration humaine si importante. La population y est entassée dans cette pente abrupte, les sont maisons étroites, en hauteur, et les escaliers pentus. L'insalubrité s'y installe : les ordures et le fumier côtoient alors les maisons, en absence d'eau potable la population boit l'eau du torrent ou du lac.
Le village, plus particulièrement la rue des pêcheurs datant du XVIIIe siècle, centre de la vie populaire, est rythmé par les allers et retours, et les chassés-croisés des carriers et des bateliers.
La route nationale, construite au XIXe siècle, abrite une population bourgeoise, les maisons y sont plus modernes et on y retrouve des édifices publics tels que la mairie, l'école et la poste.
Enfin, en 1860, en même temps que l'annexion de la Savoie par l'empire français, Meillerie est séparée de la commune de Thollon. La limite entre Meillerie et la commune de Thollon est modifiée par décret le 9 janvier 1867.

#### LeXXesiècle

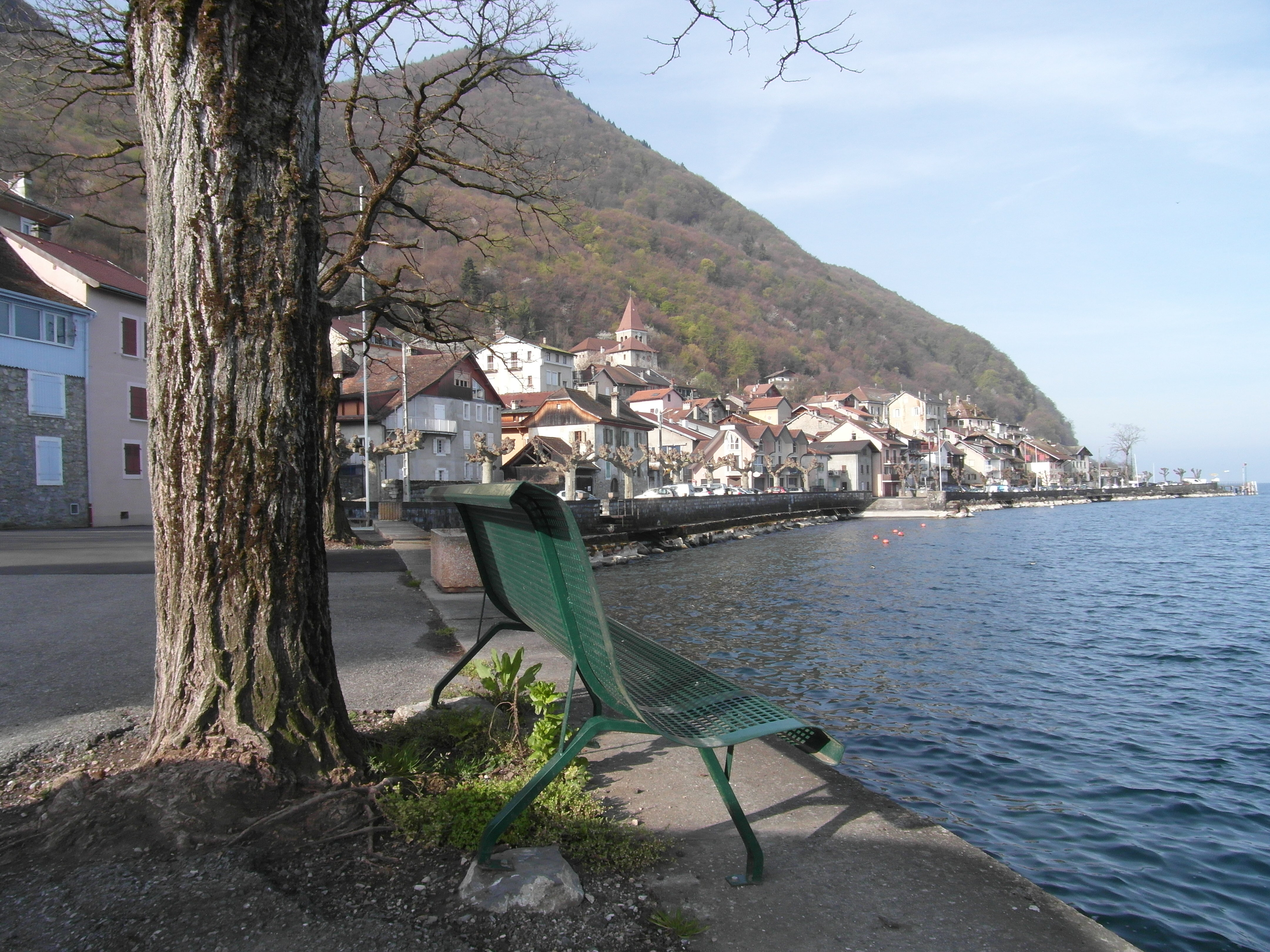
Le Léman à Meillerie en avril 2016.

Au XXe siècle, en quarante ans, la population diminue, se réduisant à 473 habitants en raison de la Première Guerre mondiale, de la suppression de la zone franche et de l'apparition du béton armé qui ont entraîné la fermeture des carrières à Meillerie. Les hommes sont donc amenés à quitter le village.

#### LeXXIesiècle
Depuis quelques années la commune connait alors un léger renouveau avec une population d'environ 350 habitants, en raison de la proximité de la frontière suisse. Meillerie espère aussi obtenir des retombées économiques supplémentaires grâce à la mise en valeur de son patrimoine.

## Politique et administration

### Situation administrative
La commune de Meillerie appartient au canton d'Évian-les-Bains, qui compte 33 communes selon le redécoupage cantonal de 2014. Celle-ci est également située dans l'arrondissement de Thonon-les-Bains et elle est membre de la communauté de communes Pays d'Évian Vallée d'Abondance.

### Administration municipale
Le conseil municipal de Meillerie est composé de onze membres dont un maire, trois adjoints au maire et sept conseillers municipaux.

### Liste des maires
| Période                                  | Période   | Identité          | Étiquette | Qualité                    |
| ---------------------------------------- | --------- | ----------------- | --------- | -------------------------- |
| mars 1983                                | mars 2008 | Eugène Vesin      | DVD       |                            |
| mars 2008                                | mars 2014 | Laurent Pertuiset |           |                            |
| mars 2014                                | 2018      | Lydie Spindler    |           | Salarié du secteur médical |
| 2019                                     | En cours  | Sonia Lugrin      |           |                            |
| Les données manquantes sont à compléter. |           |                   |           |                            |

## Population et société
Ses habitants sont appelés les Meillerons,. On trouve la forme Meilleran(e)s sur le site sabaudia.org.

### Démographie
L'évolution du nombre d'habitants est connue à travers les recensements de la population effectués dans la commune depuis 1861. Pour les communes de moins de 10 000 habitants, une enquête de recensement portant sur toute la population est réalisée tous les cinq ans, les populations de référence des années intermédiaires étant quant à elles estimées par interpolation ou extrapolation. Pour la commune, le premier recensement exhaustif entrant dans le cadre du nouveau dispositif a été réalisé en 2008.

En 2022, la commune comptait 301 habitants, en évolution de −6,52 % par rapport à 2016 (Haute-Savoie : +6,01 %, France hors Mayotte : +2,11 %).
| 1861 | 1866 | 1872 | 1876 | 1881 | 1886 | 1891 | 1896 | 1901 |
| ---- | ---- | ---- | ---- | ---- | ---- | ---- | ---- | ---- |
| 686  | 754  | 827  | 930  | 901  | 877  | 825  | 888  | 972  |

| 1906  | 1911  | 1921 | 1926 | 1931 | 1936 | 1946 | 1954 | 1962 |
| ----- | ----- | ---- | ---- | ---- | ---- | ---- | ---- | ---- |
| 1 084 | 1 065 | 861  | 786  | 737  | 631  | 472  | 412  | 333  |

| 1968 | 1975 | 1982 | 1990 | 1999 | 2006 | 2008 | 2013 | 2018 |
| ---- | ---- | ---- | ---- | ---- | ---- | ---- | ---- | ---- |
| 282  | 320  | 258  | 305  | 280  | 303  | 309  | 326  | 312  |

| 2022 | - | - | - | - | - | - | - | - |
| ---- | - | - | - | - | - | - | - | - |
| 301  | - | - | - | - | - | - | - | - |

### Enseignement
Ne bénéficiant plus de structures scolaires sur son territoire, les enfants en âge de scolarisation sont inscrits dans l'école de la commune voisine de Lugrin, la gestion des transports scolaires ayant été déléguée à la Communauté de Communes à laquelle appartient Meillerie.

### Environnement
Il existe plusieurs points de collecte sur le territoire communal, la déchetterie intercommunale étant située route de Thollon à Lugrin, non loin du territoire communal.

### Médias

#### Radios et télévisions
La commune est couverte par des antennes locales de radios dont France Bleu Pays de Savoie, ODS Radio, La Radio Plus. Enfin, la chaîne de télévision locale TV8 Mont-Blanc diffuse des émissions sur les pays de Savoie. Régulièrement, l'émission La Place du village expose la vie locale. France 3 et sa station régionale France 3 Alpes peuvent parfois relater les faits de vie de la commune.

#### Presse et magazines
La presse écrite locale est représentée par des titres comme Le Dauphiné libéré (édition de Thonon et du Chablais), L'Essor savoyard (édité à Thonon), Le Messager (édition Chablais), le Courrier savoyard.

### Cultes
L'ancienne paroisse de Meillerie était dédiée à saint Bernard de Menthon. La commune est désormais intégrée à la paroisse Saint André en Gavot-Léman, qui couvre dix-huit communes du Chablais, qui fait partie du doyenné du Chablais, dont le siège se trouve à Allinges. Elle se trouve dans le diocèse d'Annecy. Le culte catholique est célébré dans l'église Saint-Bernard-de-Menthon.

## Économie

### Activités industrielle et commerciale
Les carrières de Meillerie, en service de 1800 à 1939, ont servi à la construction de bâtiments autour du Léman.

### Tourisme
En 2017, la capacité d'accueil de la commune, estimée par l'organisme Savoie Mont Blanc, est de 728 lits touristiques répartis dans 143 structures. Les hébergements se répartissent comme suit : 2 meublés et un  hôtel, situé sur le bord du Léman.

## Culture et patrimoine

### Lieux et monuments

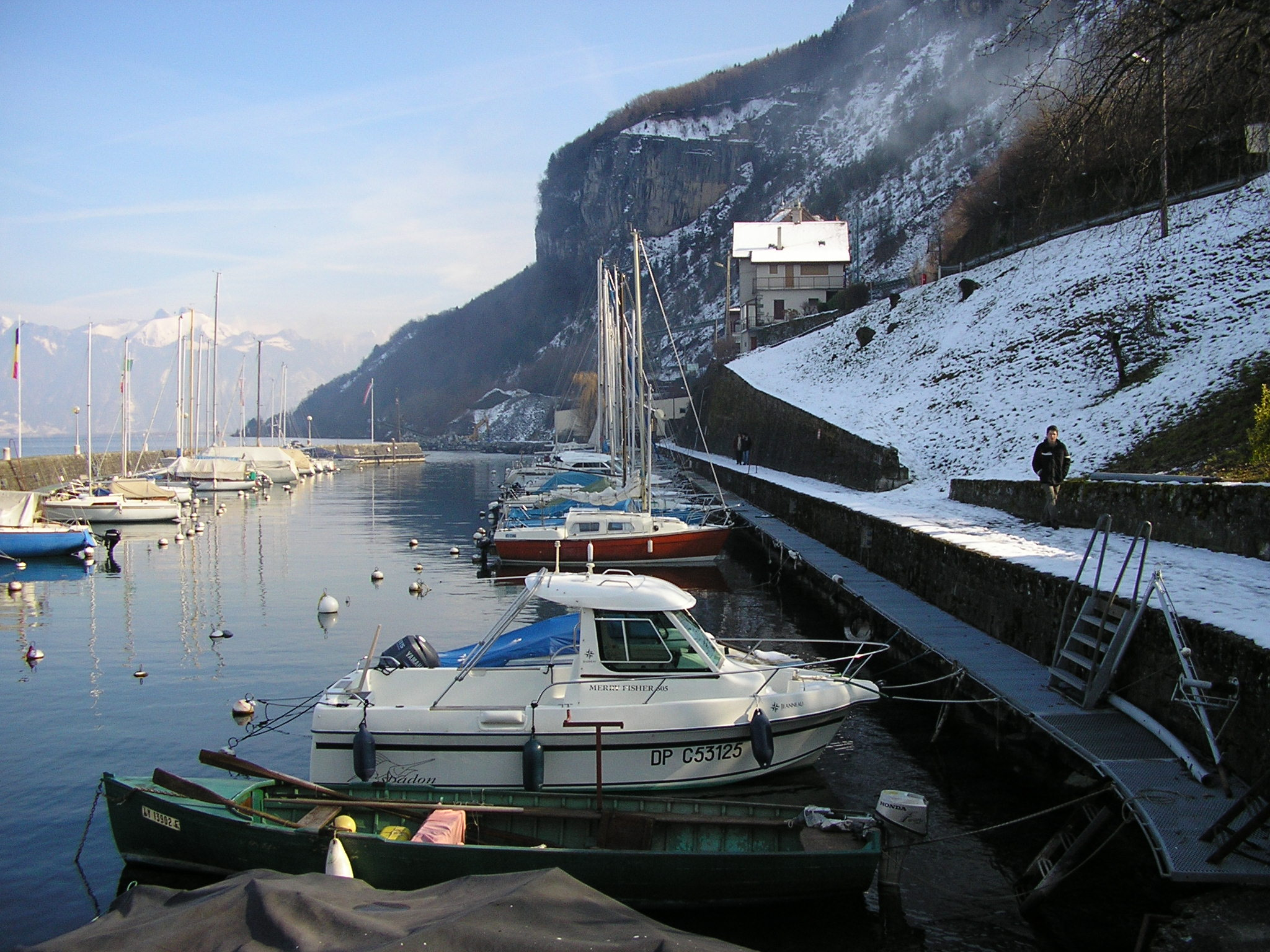
Le port de Meillerie en hiver.

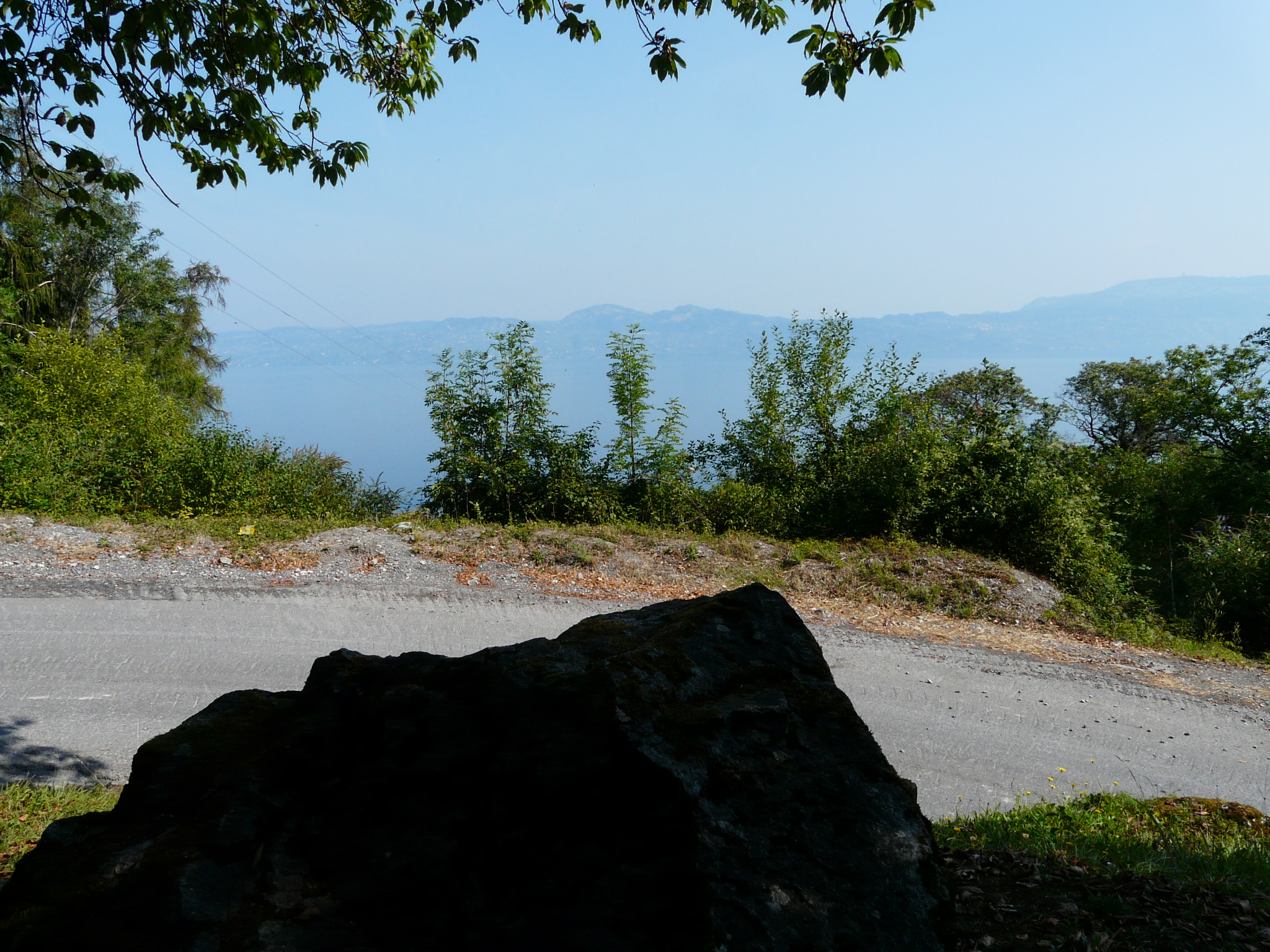
La pierre à Rousseau dominant le Léman.

La commune compte un monument répertorié à l'inventaire des monuments historiques, mais aucun répertorié à l'inventaire général du patrimoine culturel. Par ailleurs, elle compte un objet répertorié à l'inventaire des monuments historiques (vêtements liturgiques de 1930), mais aucun répertorié à l'inventaire général du patrimoine culturel.
Meillerie compte plusieurs lieux et de monuments qui traduisent son histoire :
- Le port des pêcheurs:

ce port a été construit pour y accueillir les barques lémaniques afin de transporter les pierres des carrières de la commune vers les villes bordées par le Léman. Sa rue des Pêcheurs et les maisons en façade du Léman ajoutent un cachet historique au lieu ;
- Le prieuré de Meillerie

le monastère, la tour-clocher et le chœur ont fait l’objet d’une première inscription au titre des monuments historiques le 17 juillet 1990 ;
- L’église Saint-Bernard-de-Menthon,

cet édifice de confession catholique fut dédiée à la Vierge Marie ;
- La pierre à Jean-Jacques Rousseau est située au-dessus du village à l'est. Ce site est évoqué dans le roman épistolaire La Nouvelle Héloïse IV lettre 17, « Julie et St-Preux au rocher de Meillerie » ;
- Les anciennes carrières.

Le site des carrières situés sur le secteur des Étalins et de la Balme domine le bourg de Meillerie.

## Meillerie dans les arts

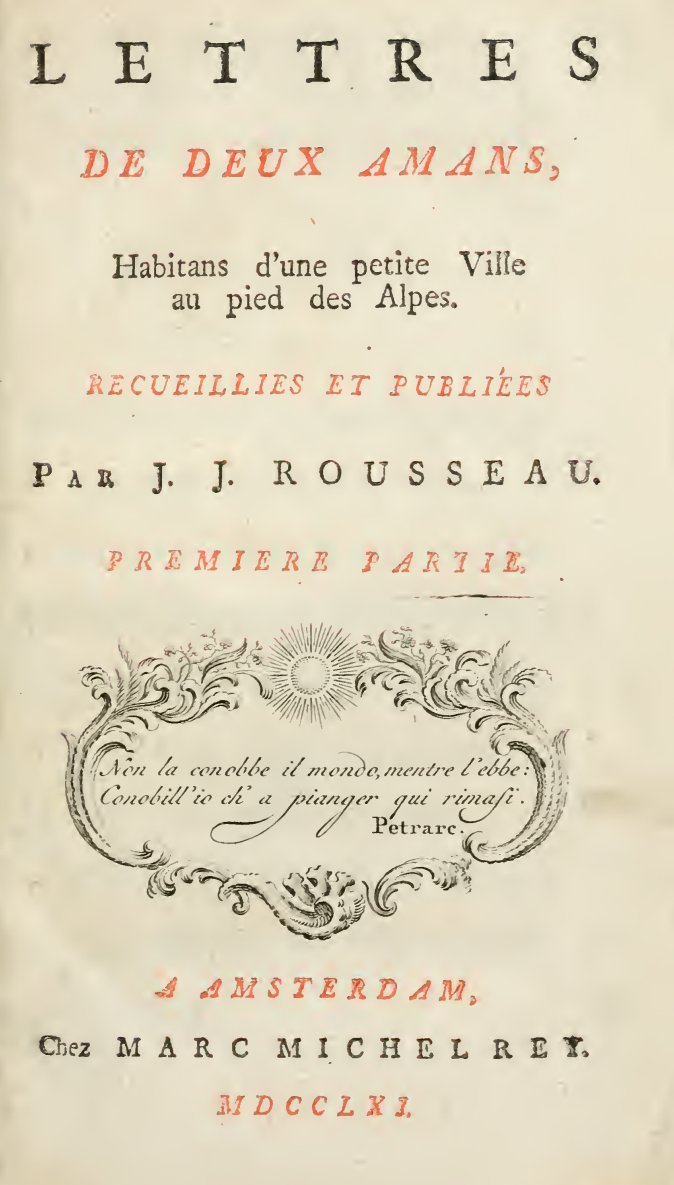
Couverture originale du roman de Jean-Jacques Rousseau.

### Dans la littérature
- Julie ou la Nouvelle Héloïse de Jean-Jacques Rousseau :

roman épistolaire de Jean-Jacques Rousseau, Julie ou la Nouvelle Héloïse est parue en 1761 chez Marc-Michel Rey. Il évoque les amours passionnées entre Julie d’Étange, une jeune noble, et son précepteur, Saint-Preux dans le cadre romantique du Léman. le passage le plus connu de cet épisode romantique évoque un coup de vent, alors qu'ils se promènent en barque sur le lac, au large du petit village de pêcheurs de Meillerie, entre Évian et Saint-Gingolph.
Le village de Meillerie y fut donc citée par Jean-Jacques Rousseau dans ce roman, dont voici l'extrait, ci-dessous :
« 
Tandis que nous nous amusions agréablement à parcourir ainsi des yeux les côtes voisines, un séchard, qui nous poussait de biais vers la rive opposée, s'éleva, fraîchit considérablement ; et quand nous songeâmes à revirer, la résistance se trouva si forte qu'il ne fut plus possible à notre frêle bateau delà vaincre. Bientôt les ondes devinrent terribles : il fallut regagner la rive de Savoie, et tâcher d'y prendre terre au village de Meillerie qui était vis-à-vis de nous, et qui est presque le seul lieu de cette côte ou la grève offre un abord commode. Mais le vent ayant changé se renforçait, rendait inutiles les efforts de nos bateliers, et nous faisait dériver plus bas le long d'une file de rochers escarpés où l'on ne trouve plus d'asile.  »
- Le Gros poisson du lac de Charles Ferdinand Ramuz, texte de 1914, première publication Séquences, 1992.
- Le prieur de Meillerie de Sidonie Bochaton (éditions Cabédita, roman historique, 2016).
- Le lépreux de Lugrin de Sidonie Bochaton (éditions Cabédita, roman historique, 2019).
- Littérature jeunesse

Meillerie sert de cadre à deux aventures de la série Les Six Compagnons de Paul-Jacques Bonzon dans la bibliothèque verte de l'éditeur Hachette : Les Six Compagnons et le château maudit (1965) et Les Six Compagnons et l'âne vert (1966).

### Au cinéma et à la télévision
Cinéma

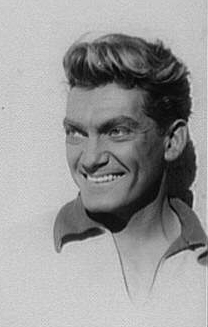
Jean Marais.

Les premières images d'un film dont le scénario a été écrit par Jean Cocteau, présente le port de Meillerie et le Léman au niveau de la côte entre les ports de Saint-Gingolph et Meillerie :
- 1943 : L'Éternel Retour de Jean Cocteau et Jean Delannoy avec Jean Marais et Madeleine Sologne.

Un autre film présente également le port de Meillerie durant un court instant :
- 1994 : Le Parfum d'Yvonne de Patrice Leconte.

Télévision

### Héraldique
| Armes de Meillerie | Les armes de Meillerie se blasonnent ainsi : D'azur à la barque de Meillerie, la coque et le mât au naturel, aux deux voiles triangulaires d'argent,une flamme de gueules à la croix d'argent flottant vers senestre, attachée à la mâture surmontée d'une fleur de lys aussi d'argent, ladite barque accostée de deux colonnes du même posées chacune sur un mont de sinople mouvant de la pointe, celle de dextre surmontée d'une losange d'or, celle de sénestre d'une étoile du mème, au chef cousu de gueules chargée d'une croix d'argent. |